# Каза Форначе (Кунео)
Каза Форначе је насеље у Италији у округу Кунео, региону Пијемонт.
Према процени из 2011. у насељу је живело 218 становника. Насеље се налази на надморској висини од 315 м.